# DeMarco Johnson
DeMarco Antonio Johnson (ur. 6 października 1975 w Charlotte, USA) – amerykański koszykarz.
W 1998 roku New York Knicks wybrali go w drafcie NBA. Johnson trafił do Nowego Jorku z 38 nr w II rundzie. W zespole z Madison Square Garden rozegrał jednak tylko pięć spotkań.

## Sukcesy
- Druga piątka turnieju przedsezonowego NCAA w 1998
- Udział w Meczu Gwiazd Lega Basket A w 1999, 2001
- Druga piątka zgranicznych koszykarzy w Lega Basket A w 1999
- Finalista Pucharu Włoch w 2001
- 9. najlepszy amerykański koszykarz w Europie w 2001
- Final Four Lega Basket A w 2001
- Final Four A1 Ethniki w 2003
- Puchar Słowenii w 2006